# Frédéric de Hohenzollern
Titre
Chef de la maison de Hohenzollern-Sigmaringen
22 octobre 1927 – 6 février 1965
(37 ans, 3 mois et 15 jours)
Frédéric de Hohenzollern (en allemand, Friedrich Viktor Pius Alexander Leopold Karl Theodor Ferdinand von Hohenzollern), né le 30 août 1891 à Heiligendamm et mort le 6 février 1965 au château de Krauchenwies, est le chef de la maison de Hohenzollern du 22 octobre 1927 au 6 février 1965.

## Biographie
Le prince Frédéric de Hohenzollern est le fils aîné du prince Guillaume de Hohenzollern-Sigmaringen (1864-1927) et de la princesse Marie-Thérèse de Bourbon-Siciles (1867-1909). Son frère jumeau, François-Joseph, est né quelques minutes après lui.
Son frère et lui sont éduqués au collège du château de Bedburg en Rhénanie-du-Nord-Westphalie, où ils rencontrent d'autres jeunes aristocrates et bourgeois de leur âge.
Il prend part à la Première Guerre mondiale dans les campagnes de l'Ouest et de l'Est, en Italie et dans les Carpates et conduit la cinquième réserve du bataillon d'infanterie de montagne. Il se retire du service militaire actif en 1919. Prônant un catholicisme conservateur, il est opposé dès le départ à la république de Weimar.
En 1927, il succède à son père à la tête de la maison princière de Hohenzollern. En dépit de la crise financière, il parvient à maintenir intactes ses propriétés et à sauver les collections d'art dont il est l'héritier. Populaire dans diverses sphères de la société, il soutient financièrement des institutions religieuses, comme le monastère de Beuron, et des projets de logements sociaux et d'orphelinat pour enfants réfugiés.
En 1944, Adolf Hitler chasse la famille Hohenzollern du château de Sigmaringen, une manière de répondre à l'attentat qui l'a visé, organisé par des aristocrates. En août, le prince Friedrich reçoit ainsi un télégramme du ministre Joachim von Ribbentrop lui donnant l'ordre de quitter le château, étant ensuite placé avec sa famille en résidence surveillée à Wilflingen.
Malgré cette période négative de sa vie, le prince est très populaire à Sigmaringen. Il fonde un refuge pour réfugiés et orphelins au château de Krauchenwies sous le patronage de l'Ordre de Malte. Il attribue de vastes parcelles de terrain aux monastères catholiques de Beuron et de Habstal.

## Famille et descendance
Le prince Frédéric se marie le 2 juin 1920 à Sibyllenort avec Marguerite de Saxe (1900-1962), fille du roi Frédéric-Auguste III de Saxe et de l'archiduchesse Louise-Antoinette de Habsbourg-Toscane (et tante de l'empereur Charles Ier d'Autriche).
De ce mariage sont nés sept enfants :
- Marie Antonie (1921-2011) qui épouse en 1942 Henri, comte de Waldburg zu Wolfegg und Waldsee ;
- Marie Adelgonde (jumelle de la précédente) (1921-2006), d'abord mariée (en 1942) au prince Constantin de Bavière, fils du prince Adalbert de Bavière (divorcés en 1948), puis (en 1950) à Werner Hess (divorcés en 1962) et enfin (en 1973) à Hans Huber ;
- Marie-Thérèse (1922-2004) demeurée célibataire ;
- Frédéric Guillaume (1924-2010), lequel succède à son père à la tête de la Maison de Hohenzollern. Il s'est marié en 1951 avec la princesse Marguerite de Leiningen ;
- François Joseph (1926-1996), d'abord marié en 1950 avec Ferdinande, princesse de Tour-et-Taxis (divorcés en 1951), puis en 1955 avec Diane, princesse de Bourbon-Parme (divorcés en 1961) ;
- Jean Georges (1932-2016), marié en 1961 avec Birgitte, princesse de Suède ;
- Ferfried (1943-2022) d'abord marié en 1968 avec Angela von Morgen (divorcés en 1973), puis en 1977 avec Eliane Etter (divorcés en 1985) et enfin en 1999 avec Maja Meinert (divorcés en 2007).